# 電車線区分標
電車線区分標（でんしゃせんくぶんひょう）とは、線路上で架空電車線（トロリー線）の電気的区分を標示する標識である。

## 概要
架空電車線方式では、本線や変電所付近、き電区分所のエアセクション、または直直・交交セクションや、駅構内での待避線、引き込み線、分岐線、別の鉄道会社線に跨って設置されている電車線などで、セクションインシュレータで絶縁し、電気的区分をさせる必要がある場合に設置される標識である。

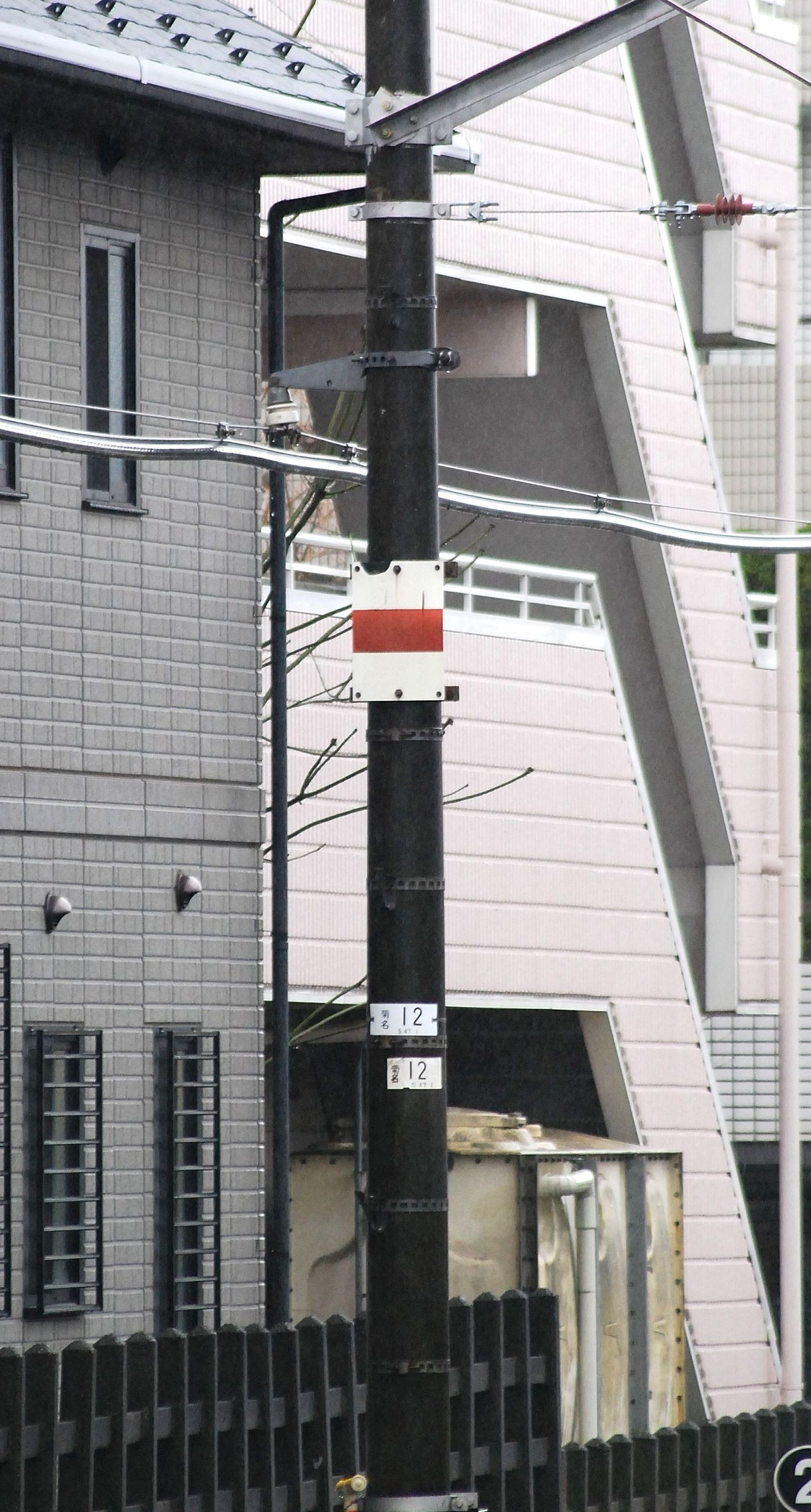
電車線区分標